# Al Ain FC
Al Ain FC (Arabisch: نادي العين ) is een professionele voetbalclub uit de stad Al Ain in Abu Dhabi (Verenigde Arabische Emiraten).
De club werd opgericht in 1968 en is de succesvolste club in de Verenigde Arabische Emiraten, met veertien landstitels is de club recordhouder. Al Ain is een van de toonaangevende clubs binnen de AFC, de voetbalbond van Azië, het won de eerste editie van de AFC Champions League door in de finale met 2-1 te winnen van BEC Tero Sasana uit Thailand.
Het tenue van Al Ain FC was van origine groen met rood, maar tijdens een trainingskamp in Marokko in 1977 was de leiding van de club dermate enthousiast over het tenue van RSC Anderlecht, dat werd overgestapt op de kleuren paars/wit.

## Erelijst
Landskampioen: 1977, 1981, 1984, 1993, 1998, 2000, 2002, 2003, 2004, 2012, 2013, 2015, 2018, 2022
UAE President Cup: 1999, 2001, 2005, 2006, 2009
UAE League Cup: 2009
UAE Super Cup: 1995, 2003, 2009, 2012, 2015
Abu Dhabi Championship Cup: 1974, 1975
Joint League Cup: 1983
Federation Cup: 1989, 2005, 2006
AFC Champions League: 2003
GCC Champions League: 2001
Wereldkampioenschap voor clubs: finalist in 2018

## Internationaal
Internationaal nam Al Ain FC elf keer deel aan een AFC competitie.
AFC Champions League: 2002/03, 2004, 2005, 2006, 2007
Aziatisch Kampioenschap voor landskampioenen: 1985/1986, 1998/1999, 2000/2001
Aziatische beker voor bekerwinnaars: 1995/1996, 1999/2000, 2001/2002

## Bekende (oud-)spelers
- Abédi Pelé (1998–2000)
- Marcus Berg (2017–2019)
- Wilson Eduardo

### Nederlandse (oud-)spelers
- Ryan Babel (2015–2016)